# Sabri Gümüşsoy
Sabri Gümüşsoy (* 26. März 1980 in Kırıkkale) ist ein türkischer ehemaliger Fußballspieler.

## Karriere
Gümüşsoy begann 1998 in der Jugend von MKE Kırıkkalespor mit dem Vereinsfußball und wurde ein Jahr später in den Profikader involviert. Nachdem er in den ersten Spielzeiten eher als Ergänzungsspieler zum Einsatz kam, erkämpfte er sich in der dritten Saison einen Stammplatz und zählte bis zu seinem Abschied zum Sommer 2007 zu den gesetzten Spielern bei Kirikkalespor. Zur Saison 2007/08 wechselte er zum Drittligisten Şanlıurfaspor und spielte hier die nächsten drei Saisons. 
Zum Sommer 2012 heuerte Karataş zum zweiten Mal in seiner Karriere bei Fethiyespor an. In seiner zweiten Saison für Fethiyespor erreichte die Mannschaft das Playofffinale, unterlag hier Adana Demirspor und verpasste so den Aufstieg in die TFF 1. Lig. In der Spielzeit 2012/13 erreichte er mit der Mannschaft erneut das Playofffinale. Dieses Mal gelang der Playoffsieg der TFF 2. Lig und damit der Aufstieg in die TFF 1. Lig.
Im Frühjahr 2014 wechselte zum Istanbuler Drittligisten Tepecikspor.

## Erfolge
Mit Fethiyespor
- Playoffsieger der TFF 2. Lig und Aufstieg in die TFF 1. Lig: 2012/13